# ديفيد روثكوف
ديفيد جي. روثكوف (بالإنجليزية: David Rothkopf)‏ (وُلد في 24 ديسمبر 1955) هو أستاذ في العلاقات الدولية وعالم سياسي وصحفي، ومؤسس مجموعة روثكوف ومديرها التنفيذي، وباحث زائر في مؤسسة كارنيغي للسلام الدولي، وأستاذ زائر في كلية بول إتش. نيتز للدراسات الدولية المتقدمة بجامعة جونز هوبكينز، ومؤلف غزير الإنتاج.

## النشأة والتعليم
وُلد روثكوف لعائلة يهودية. تمكن والده من النجاة من الهولوكوست خلال الحرب العالمية الثانية في حين لم يتمكن ثلاثون من أقاربه من البقاء على قيد الحياة. تخرج روثكوف عام 1977 من كلية كولومبيا، والتحق بكلية الدراسات العليا للصحافة بجامعة كولومبيا. لدى ديفيد ابنتان، جوانا روثكوف ولورا روثكوف.

## الحياة المهنية
شغل روثكوف منصبي المدير التنفيذي ورئيس التحرير في كلتا مجلتي إنستوتشنل إنفيستور وفاينانشل وورلد.
شارك روثكوف في وقت لاحق في تأسيس شركة إنترناشونال ميديا بارنرز (الشركاء الدوليين لوسائط الإعلام) وشغل منصبي رئيس مجلس الإدارة والرئيس التنفيذي بها، وكانت تلك الشركة هي التي نشرت مجلة سي إي أو، وصحيفة إيمرجنج ماركتس، ونظمت مؤسسات السي إي أو.
في عام 1993، انضم إلى إدارة كلينتون كنائب وكيل التجارة لسياسة التجارة الدولية والتنمية، وشغل لاحقًا منصب وكيل التجارة لإدارة لتجارة الدولية الأمريكية، حيث أرشد 2400 موظف من إدارة التجارة الدولية، بما في ذلك إدارة الولايات المتحدة للخدمات التجارية، ومكتب السياسات الاقتصادية الدولية، ومكتب إدارة الاستيراد، ومكتب تنمية التجارة.
ترك الخدمة الحكومية وأصبح العضو المنتدب لشركة كسنجر أسوسييتس، وهي شركة استشارية دولية أسسها وترأسها وزير الخارجية الأمريكي الأسبق هنري ألفريد كسنجر.
في عام 1999، شارك في تأسيس شركة إنتيليبريدج، حيث عمل كرئيس مجلس الإدارة والرئيس التنفيذي بها، وكانت تلك الشركة تقدم التحليلات الدولية واستخبارات المصادر المفتوحة لمجتمع الأمن القومي الأمريكي، ومستثمرين مختارين آخرين، ومنظمات مالية، بالإضافة إلى شركات أخرى.
في عام 2012، تعين روثكوف الرئيس التنفيذي لمجموعة الإف بي، وأصبح محررًا شاملًا لمجلتها فورين بوليسي، ولموقع المجلة الرسمي، ولمنظم أحداث الإف بي. يرجع الفضل لشركة واشنطن بوست فيما يخص تلك التعيينات، والتي كانت آنذاك أحد أقسام شركة جراهام هولدنجز. شغل روثكوف تلك المناصب حتى مايو 2017.
شارك في وقت لاحق في تأسيس جارتن روثكوف حيث عمل كرئيس ومدير تنفيذي، وهي شركة استشارية دولية متخصصة في الاتجاهات العالمية التحويلية، لاسيما تلك المتعلقة بالطاقة والأمن والأسواق الناشئة.
روثكوف باحث زائر في مؤسسة كارنيجي للسلام الدولي، حيث يرأس مائدة كارنيجي المستديرة الاستراتيجية الاقتصادية، وشغل منصب الرئيس في حوار المنتدى الاستراتيجي الوطني للاستثمار، وهو منتدى يجمع كبار المستثمرين المؤسسيين لمناقشة القضايا الحرجة المتعلقة باستراتيجيات الاستثمار. بالإضافة إلى ذلك، يعمل روثكوف، أو عمل مؤخرًا، كعضو في المجالس الاستشارية لمعهد السلام بالولايات المتحدة، وكلية جونز هوبكنز - بلومبرج للصحة العامة، ومركز التنمية العالمية، ومركز الدراسة الرئاسية.
روثكوف هو عضو في مجلس العلاقات الخارجية، وقد درّس الشؤون الدولية في كلية بول إتش. نيتز للدراسات الدولية المتقدمة بجامعة جونز هوبكينز، وكلية الدراسات العليا للشؤون الدولية والعامة بجامعة كولومبيا، وكلية جامعة جورج تاون للشؤون الخارجية، علاوة على أنه حاضر في جامعات رائدة، بما في ذلك جامعة هارفارد، وجامعة ييل، وجامعة كولومبيا، وجامعة برنستون، وجامعة أوكسفورد، وجامعة كامبريدج، وجامعة ستانفورد، وجامعة الدفاع الوطني، والكلية الحربية البحرية.
قال روثكوف إنه صوت لصالح باراك أوباما مرتين، حيث كان ديموقراطيًا.
في عام 2018، أصبح روثكوف وكيلًأ أجنبيًا مسجلًا ومستشارًا إعلاميًا للإمارات العربية المتحدة، حيث حصل على 540000 دولار في عام 2018 وحده.

## وصلات خارجية
- Rothkopf مرات الظهور على سي-سبان